# Transmetal·lació
Transmetal·lació és una reacció química típica dins la química organometàl·lica i que es basa en el bescanvi de lligands entre dos metalls amb electronegativitats força diferenciades. Tot i així, dins d'aquests tipus de reacció també trobem el bescanvi de lligands entre un metall i un grup orgànic.

## Tipus de transmetal·lacions

### Reacció de metàtesi
Consisteix en una reacció àcid-base de Lewis de bescanvi de lligands entre un metall substituït (RnM)i un halur metàl·lic (RnM'). El metall M' actua com a àcid de Lewis, mentre que el carboanió R- del compost que conté M, que és normalment Li, Na, K, Mg o Al, ho fa com a base de Lewis o nucleòfil. El reactius més habituals de transmetal·lació són compostos de Grignard o organolitiats. Aquesta és la reacció més versàtil de la química organometàl·lica.
La força directora (o "driving force") d'aquesta reacció és la precipitació química de l'halur iònic corresponent en el dissolvent orgànic, que és habitualment èter dietílic o THF. Per tal que la reacció tingui lloc, cal que l'halur metàl·lic inicial sigui covalent o, si més no, parcialment soluble en el dissolvent per evitar-ne la precipitació química.
{\displaystyle {\begin{aligned}{\mathsf {n\ RM+M'X_{n}}}&\longrightarrow {\mathsf {R_{n}M'+n\ MX\downarrow \ \downarrow (M=Li,\ Na,\ K)}}\\{\mathsf {n\ RMX+M'X_{n}}}&\longrightarrow {\mathsf {R_{n}M'+n\ MX_{2}\downarrow (M=Mg,\ Zn)}}\\{\mathsf {{\frac {n}{2}}\ R_{2}M+M'X_{n}}}&\longrightarrow {\mathsf {R_{n}M'+{\frac {n}{2}}\ MX_{2}\downarrow (M=Mg,\ Zn)}}\end{aligned}}}

#### Exemples
{\displaystyle {\begin{aligned}{\mathsf {3\ MeLi+SbCl_{3}}}&\longrightarrow {\mathsf {Me_{3}Sb+3\ LiCl\downarrow }}\\{\mathsf {SiCl_{4}+4\ PhMgCl}}&\longrightarrow {\mathsf {Si\ Ph_{4}+4\ MgCl_{2}\downarrow }}\\{\mathsf {Br{-}Mn(CO)_{5}+MeMgBr}}&\longrightarrow {\mathsf {Me{-}Mn(CO)_{5}+MgBr_{2}\downarrow }}\end{aligned}}}

### Reacció d'uncompost organometàl·licambhidrocarbursàcids
Tot i que, estrictament no es tracta d'un intercanvi de metalls, aquesta reacció és classificada així. Es tracta del bescanvi del lligand del metall amb un hidrocarbur força àcid per a donar el metall amb l'hidrocarbur substituït. L'hidrocarbur reactiu ha de ser més àcid que el que es pugui formar com a producte. La força directora d'aquesta reacció és l'acidesa de l'hidrocarbur reactiu respecte la de l'hidrocarbur format.
{\displaystyle {\begin{aligned}&{\mathsf {RM+R'H}}\longrightarrow {\mathsf {RH+R'M}}\\&{\mathsf {\Delta G<0}}{\text{ si }}{\mathsf {R'H}}{\text{ és més àcid que RH}}\end{aligned}}}

### Reacció d'uncompost organometàl·licamb halurs orgànics
Es tracta d'una reacció redox:
R- + R'+ → R+ + R'-
{\displaystyle \underbrace {\mathsf {RM}} _{\mathsf {M{-}C(sp^{3})}}+\underbrace {\mathsf {R'X}} _{\mathsf {X{-}C(sp^{2})}}\longrightarrow \underbrace {\mathsf {RX}} _{\mathsf {X{-}C(sp^{3})}}+\underbrace {\mathsf {R'M}} _{\mathsf {M{-}C(sp^{2})}}}
La força directora de la reacció és la capacitat d'estabilitzar la càrrega negativa en R'. Cal dir que R-(C-sp²) és més estable que R-(C-sp3).
Estabilitat de R-: Bencil > Fenil > alquil
Reactivitat dels halurs: Iodur > Bromur > Clorur
El metal M ha de ser liti o sodi.

#### Exemples
{\displaystyle {\begin{aligned}n{\text{-}}{\mathsf {BuLi}}+{\mathsf {PhBr}}&\longrightarrow n{\text{-}}{\mathsf {BuBr}}+{\mathsf {PhLi}}\\n{\text{-}}{\mathsf {BuLi}}+{\mathsf {PhCH_{2}Br}}&\longrightarrow n{\text{-}}{\mathsf {BuBr}}+{\mathsf {PhCH_{2}Li}}\end{aligned}}}

### Reacció de R₂Hg amb metalls menysnoblesque elmercuri
També es tracta d'una reacció redox on el metall més electropositiu (M) s'oxida i on el mercuri es redueix a l'estat d'oxidació 0.
R₂Hg + M → Hg + RnM
La força directora d'aquesta reacció és la dèbil energia d'enllaç Hg-C, a més de la formació del mercuri metàl·lic. El principal problema de treballar amb aquesta reacció és la toxicitat dels compostos de mercuri.

#### Exemples
{\displaystyle {\begin{aligned}&{\mathsf {Zn}}+{\mathsf {Me_{2}Hg}}\longrightarrow {\mathsf {Me_{2}Zn}}+{\mathsf {Hg}}\downarrow \\&{\mathsf {2\ Li}}+{\mathsf {Bu_{2}Hg}}\longrightarrow {\mathsf {2\ BuLi}}+{\mathsf {Hg}}\downarrow \end{aligned}}}